# 7726 Olegbykov
7726 Olegbykov eller 1974 QM2 är en asteroid i huvudbältet som upptäcktes den 27 augusti 1974 av den ryska astronomen Ljudmila Tjernych vid Krims astrofysiska observatorium på Krim. Den är uppkallad efter den ryske astronomen Oleg P. Bykov.
Asteroiden har en diameter på ungefär 3 kilometer.